# Liste des monuments historiques protégés en 1841
Cet article recense les monuments historiques français classés en 1841.

## Protections
| Édifice                             | Commune         | Département | Région             | Protection | Base Mérimée                         | Coordonnées                      | Image |
| ----------------------------------- | --------------- | ----------- | ------------------ | ---------- | ------------------------------------ | -------------------------------- | ----- |
| Abbatiale Saint-Pierre-Saint-Paul   | Evaux-les-Bains | Creuse      | Nouvelle-Aquitaine | classé     | « PA00100059 », notice no PA00100059 | 46° 10′ 08″ nord, 2° 29′ 58″ est |       |
| Église Saint-Pantaléon              | Gueberschwihr   | Haut-Rhin   | Grand-Est          | classé     | « PA00085433 », notice no PA00085433 | 48° 00′ 25″ nord, 7° 15′ 35″ est |       |
| Abbaye                              | Guebwiller      | Haut-Rhin   | Grand-Est          | classé     | « PA00085438 », notice no PA00085438 | 47° 54′ 35″ nord, 7° 12′ 36″ est |       |
| Église Sainte-Agathe                | Gundolsheim     | Haut-Rhin   | Grand-Est          | classé     | « PA00085452 », notice no PA00085452 | 47° 55′ 42″ nord, 7° 17′ 54″ est |       |
| Château dit Schlossberg et enceinte | Kaysersberg     | Haut-Rhin   | Grand-Est          | classé     | « PA00085474 », notice no PA00085474 | 48° 09′ 18″ nord, 7° 14′ 17″ est |       |
| Abbaye de Murbach                   | Murbach         | Haut-Rhin   | Grand-Est          | classé     | « PA00085554 », notice no PA00085554 | 47° 55′ 01″ nord, 7° 08′ 02″ est |       |
| Château du Morimont                 | Oberlarg        | Haut-Rhin   | Grand-Est          | classé     | « PA00085570 », notice no PA00085570 | 47° 27′ 04″ nord, 7° 13′ 53″ est |       |
| Église Saint-Pierre-et-Saint-Paul   | Ottmarsheim     | Haut-Rhin   | Grand-Est          | classé     | « PA00085580 », notice no PA00085580 | 47° 47′ 09″ nord, 7° 29′ 34″ est |       |
| Château du Girsberg                 | Ribeauvillé     | Haut-Rhin   | Grand-Est          | classé     | « PA00085585 », notice no PA00085585 | 48° 12′ 01″ nord, 7° 18′ 26″ est |       |
| Château du Haut-Ribeaupierre        | Ribeauvillé     | Haut-Rhin   | Grand-Est          | classé     | « PA00085585 », notice no PA00085585 | 48° 12′ 11″ nord, 7° 18′ 19″ est |       |
| Château de Saint-Ulrich             | Ribeauvillé     | Haut-Rhin   | Grand-Est          | classé     | « PA00085585 », notice no PA00085585 | 48° 11′ 58″ nord, 7° 18′ 19″ est |       |
| Église Saint-Arbogast               | Rouffach        | Haut-Rhin   | Grand-Est          | classé     | « PA00085638 », notice no PA00085638 | 47° 58′ 08″ nord, 7° 16′ 24″ est |       |
| Église Saint-Pierre-et-Saint-Paul   | Sigolsheim      | Haut-Rhin   | Grand-Est          | classé     | « PA00085675 », notice no PA00085675 | 48° 07′ 57″ nord, 7° 18′ 57″ est |       |
| Collégiale Saint-Thiébaut           | Thann           | Haut-Rhin   | Grand-Est          | classé     | « PA00085696 », notice no PA00085696 | 47° 48′ 50″ nord, 7° 05′ 42″ est |       |